# Ernst Konstantin von Droste zu Hülshoff (Domherr, 1736)

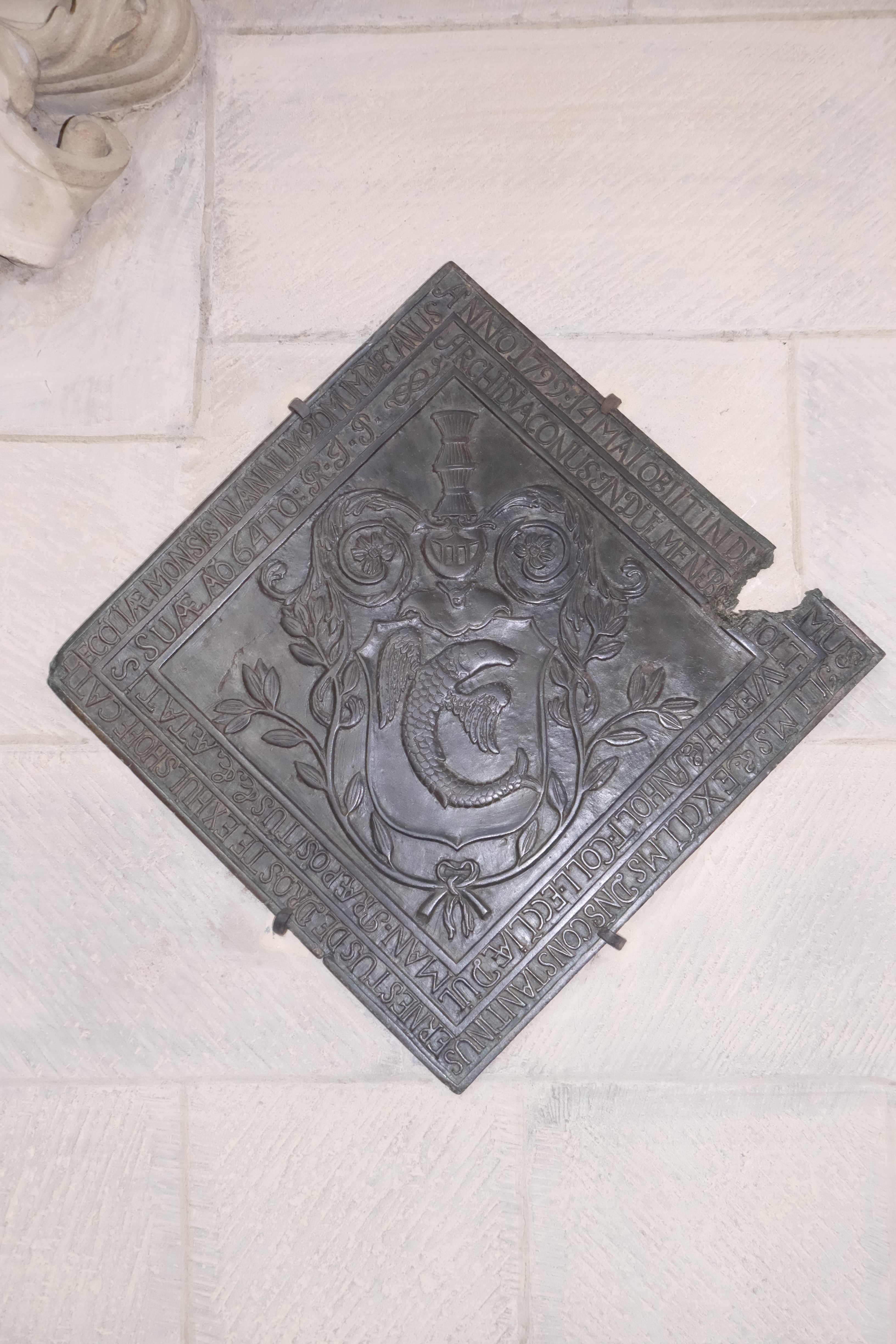
Grabplatte im Dom zu Münster

Ernst Konstantin von Droste zu Hülshoff (* 16. Februar 1736; † 14. Mai 1799) war ein römisch-katholischer Geistlicher und Domherr in Osnabrück und Domdechant am St. Paulus-Dom Münster.

## Leben

### Herkunft und Familie
Ernst Konstantin von Droste zu Hülshoff entstammte dem westfälischen Adelsgeschlecht Droste zu Hülshoff, einem der ältesten und bekanntesten des Münsterlandes. Aus ihm sind zahlreiche namhafte Persönlichkeiten hervorgegangen. Er war der Sohn des Kurkölnischen Kämmerers Heinrich Wilhelm Droste zu Hülshoff (1707–1754) und dessen Gemahlin Anna Brigitta Annelia von Droste zu Vischering (1707–1750). Seine Geschwister waren Clemens August (1730–1798, Großvater der Dichterin Annette von Droste-Hülshoff), Anna Elisabeth (1733–1805, Äbtissin des Stifts Metelen), Heinrich Johann (1735–1798, Gouverneur von Münster) und Ferdinand Gottfried (1741–1818, Priester). Die Domherren Maximilian und Johann Heinrich waren seine Neffen.

### Werdegang und Wirken
Sein gleichnamiger Onkel übertrug ihm im Jahre 1756 seine Osnabrücker Dompräbende. Vom Fürstbischof Wilhelm Anton von der Asseburg in seiner Eigenschaft als Turnar erhielt Ernst Konstantin eine Präbende in Münster. Hier fand die Aufschwörung am 17. August 1761 statt. Das Domkapitel übertrug ihm im Jahre 1773 das Amt des Domkellnereiassessors. Seine Wahl zum Domdechanten war im Juli 1779. Am 5. August des darauffolgenden Jahres wurde er vom Weihbischof Wilhelm von Alhaus zum Priester geweiht. Damit erhielt er die Berechtigung, an der bevorstehenden Fürstbischofswahl teilzunehmen. Er wurde sogar zur Kandidatur als Fürstbischof aufgefordert, verzichtete aber 1780 zugunsten Maximilian Franz von Österreich, überzeugt, dass nur ein Prinz aus mächtigem Hause die Unabhängigkeit des Hochstifts Münster bewahren könnte. Kurz vor seinem Tode verzichtete er zugunsten seines Neffen Heinrich Johannes Franz von Droste zu Hülshoff, der später Domprobst des Bistums Münster wurde, auf seine Osnabrücker Präbende.